# 12 de Octubre Football Club
El 12 de Octubre Football Club, también conocido como 12 de Octubre de Itauguá, es un club deportivo de Paraguay, situado en la ciudad de Itauguá. Sus principales actividades son el fútbol y los eventos sociales. Fue fundado el 14 de agosto de 1914. Actualmente juega en la Tercera División, luego de descender de la División Intermedia en el año 2023. 
Su nombre hace referencia al descubrimiento de América, en tanto que el escudo institucional representa al ñandutí, un tipo de encaje de origen europeo; artesanía característica de la ciudad y valorada tanto nacional como internacionalmente. Los colores identitarios son el azul y el blanco, los cuales se hallan dispuestos en rayas verticales en las casacas. A nivel popular es conocido por los motes de «El 12», «el Globo Itaugüeño» o «los Tejedores». Del igual modo, los aficionados del equipo se designan a sí mismos como «seguidores».
El club posee una sede social y un estadio. La primera, llamada «Félix Tanasio», ocupa un predio de dos hectáreas de extensión, y se halla estratégicamente ubicada en el centro de la ciudad, sobre la ruta 2 Mcal José Félix Estigarribia en su intersección con la calle Victoriano Aldama. Su estadio, en cambio, se asienta en las afueras del casco urbano, específicamente en la compañía Ybyraty, también sobre Ruta 2 y entre las calles Santiviago y Herminio Salinas. Desde 2016, lleva el nombre del expresidente y ex intendente municipal Luis Salinas Tanasio.
De su desempeño como equipo amateur, destaca el hecho de haber sido uno de los organizadores de la Liga Itaugueña de Fútbol, donde compitió inicialmente; para luego integrarse a las ligas Caacupeña y Central de Deportes, con suceso en ambas. Luego de volver a su entidad matriz, en 1975, se hizo dominador absoluto del fútbol itaugueño en los años 80 y principios de los 90, con la obtención de un histórico pentacampeonato (1985-1989). Estos logros le permitieron ser partícipe de los antiguos Torneos República, en los que competían equipos de la capital y de las ciudades más importantes del país.
Su primera incursión en el profesionalismo se dio en el campeonato experimental de 1994, la cual solo duró una temporada. Tiempo después, fue invitado a participar de la recién creada División Intermedia, en 1997. El 5 de octubre de aquel año alcanzó el título tras vencer de local al Olimpia de Itá por 3 tantos contra 1 (también había triunfado en la ida por 3 a 2), ratificando así su ascenso a la máxima categoría del fútbol paraguayo, en la cual permaneció hasta el 2009. Desde entonces, ha participado ininterrumpidamente en las competiciones organizadas en la Asociación Paraguaya de Fútbol, tanto en primera, como en segunda y tercera división.
A la fecha, 2022, el 12 de Octubre es el único club originario de la Unión del Fútbol del Interior que ha logrado ganar un campeonato oficial a nivel nacional, pues se consagró campeón del Torneo Clausura 2002. Además, es junto al Club Sol de América de Villa Elisa, el Sportivo Luqueño de Luque y Atlético Colegiales de Lambaré, uno de los tres únicos clubes no asuncenos campeones de competencias oficiales del fútbol paraguayo.
Varios fueron los futbolistas de renombre que han surgido en el seno del club, algunos de los cuales se hicieron referentes en otros equipos y en la selección paraguaya, tales como: Salvador Cabañas, Fredy Bareiro, Darío Verón, Edgar Báez, Librado Azcona, Lorenzo Melgarejo y Raúl Aviniagaldez, en la etapa profesional; a los que se agregan los nombres de Pedro Antonio Cabral, Pablo Lino Tanasio, René Vázquez, Mario Zaracho, Julián Coronel y Numa Rodríguez, en el amateurismo.
Gracias a su trayectoria, palmarés e infraestructura, es uno de los equipos más representativos del interior del país, si bien en los últimos años, la ciudad de Itauguá ha terminado de integrarse al Área Metropolitana de Asunción.

## Historia

### Contexto
La práctica del fútbol en el Paraguay fue introducida por el ciudadano neerlandés William Paats a comienzos del siglo XX. Pronto la novedosa disciplina captó el interés de la juventud y se ganó numerosos adeptos en la ciudad de Asunción, donde este deporte fue institucionalizándose, al ser fundados los primeros clubes; y posteriormente, la Liga Paraguaya de Fútbol (actual APF) en 1906, como entidad central del fútbol organizado en el país.
La expansión del balompié hacia el interior fue rápida. Los pueblos privilegiados fueron aquellos ubicados sobre la línea férrea que unía Asunción con Encarnación.
En aquel tiempo, Itauguá se reducía a un caserío humilde, de no más de 3000 habitantes; edificado en torno al templo de la Virgen del Rosario, cuya reconstrucción había finalizado en 1908. Por espacio de doce años, esta obra había absorbido en gran medida la atención y los recursos de la comunidad, haciendo que por ende la vida social y cultural estuvieran centradas en torno al liderazgo la Iglesia, sin que las influencias foráneas tuvieran mayores incidencias sobre ellas.
Fue el comerciante Salvador Melián, quien trajo el primer balón de fútbol, hacia 1910. Esta idea se sostiene en el hecho de que Melián estaba muy ligado a la actividad deportiva, pues fue presidente y a la vez jugador del Club Guaraní, en 1906, cuando se coronó campeón invicto del primer torneo realizado por la novel Liga.
El juego no tardó en volverse común entre los jóvenes y los niños, haciendo de las polvorientas calles y los baldíos, sitios propicios para la disputa de los improvisado matchs. La arrolladora pasión futbolera, se había instalado de manera definitiva en el pueblo, pero sin que hubiera una institución que se encargara de su práctica reglamentaria.

### La fundación, elección del nombre y de los colores. Primera cancha

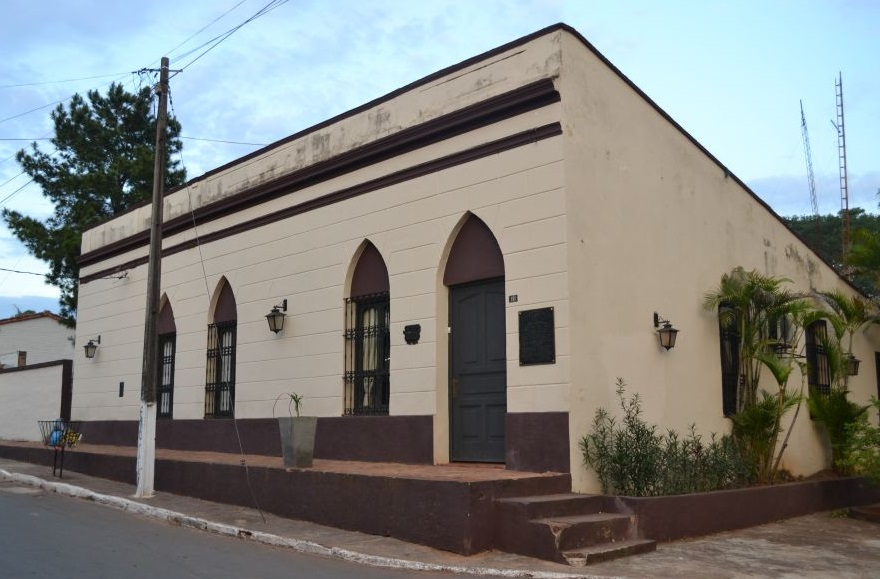
Casona perteneciente a la familia Tanasio Delgado, donde fuera fundado el club.

Esto motivó a un grupo de vecinos y amigos, encabezados por el comerciante de origen libanés Don Félix Tanasio, a fundar el primer club de fútbol de Itauguá. La convocatoria para llevar a cabo tal idea fue fijada para el jueves 14 de agosto de 1914, a las 20 horas, en la residencia del mencionado. En ese local, por medio de una sencilla asamblea, se acordó la creación del 12 de Octubre Foot Ball Club, como un homenaje a la histórica llegada del genovés Cristóbal Colón al continente americano. Dicho nombre fue recibido con beneplácito por los concurrentes, a la razón que de allí a dos meses más, se estaría conmemorando por primera vez el descubrimiento de América en el Paraguay (entonces denominado "Día de la Raza"); merced a un decreto emitido el 14 de abril anterior por el entonces presidente de la República, Don Eduardo Schaerer, el cual establecía:
LEY NRO. 69 Art. 1º.: Inclúyese entre los días feriados el 12 de octubre, fechas del descubrimiento de América.
Art. 2º.: Comuníquese al Poder Ejecutivo.
En cuanto a los colores de la camiseta, fueron adoptados el azul y blanco, inspirados en unas flores que la profesora Espiridiona Cáceres de Román, directora de la escuela pública local, había traído consigo. Se trataba de un buqué de azahares y azaleas, el cual fue confeccionado por la misma, para decorar la reunión.

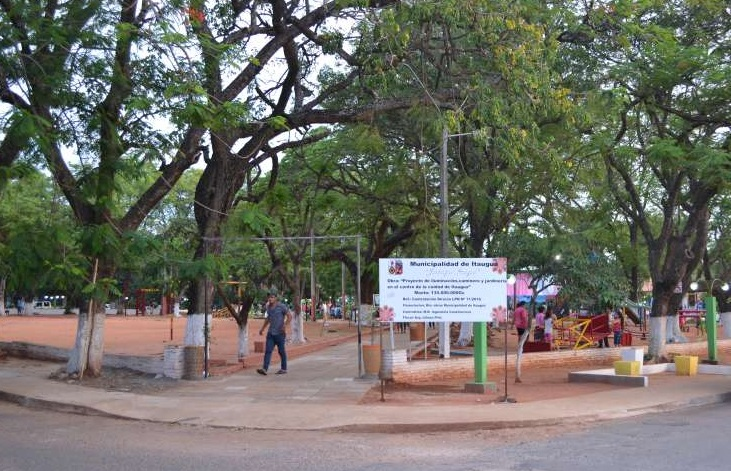
El primer campo de juego está ocupado por la actual plaza Martín de Barúa.

Acto seguido, se procedió a la conformación de la comisión directiva, encabezada por Don Miguel Aldama (el primer presidente). Por último, se determinó la utilización un baldío contiguo a la casa, como field de la entidad.

### Primeros años
El 12 de Octubre FBC disputó su partido inaugural frente al Martín Ledesma de Capiatá (también de reciente creación), con una victoria por 1 a 0. Si bien se desconocen detalles tales como en que campo se jugó, o quien fue el autor del único tanto, sí se sabe que fue a finales de 1914.
Por poco el club estuvo a punto de desaparecer en sus inicios, debido a la inestabilidad sociopolítica imperante en el país; como la carestía generalizada de los años 1917 y 1918, a consecuencia de las plagas de langostas que arrasaron con los cultivos. Otro factor que afectó el normal desarrollo de las actividades deportivas fue la guerra civil de 1922.
Por espacio de diez años, el club no tuvo participación en torneos, limitándose a jugar amistosos con otros equipos itaugueños o de localidades vecinas.
Con el interés decayendo paulatinamente, los docistas deciden reimpulsar al club con mayor fuerza, por lo que se reorganiza la institución a tal efecto. El 23 de marzo de 1924 asume la siguiente directiva:
- Presidente: Miguel Aldama
- Vicepresidente: Salvador Melián
- Tesorero: Francisco Venadés
- Secretario: Guillermo Román
- Vocales: Agustín Cabral y Francisco Aldama

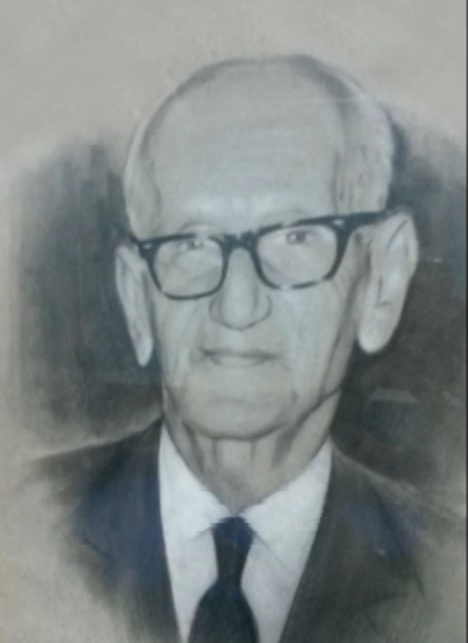
Félix Tanasio (1889-1969), fundador y presidente del club por 25 años.

La reorganización fue fundamental, porque gracias al nuevo impulso, en pocos días, se lograron 100 socios al día, entre activos y honorarios, lo cual se constituyó en todo un récord para la época.

#### Liga Itaugueña de Fútbol
A iniciativa de aquellos directivos, secundada por sus pares del Olimpia de Itauguá (fundado en 1923), fue constituida la Liga Itaugueña de Fútbol el 11 de mayo de 1924, con lo cual se disputó la primera edición del campeonato de la ciudad.
De aquel evento formaron parte cinco equipos: a más de los propios 12 de Octubre y Olimpia, estuvieron Constitución (hoy San Rafael) y Guavirá (actual Patria de Cañada) y Antolín Irala. El torneo fue ganado por el cuadro albiazul, que repetiría el logro en los años 1926 y 1927, hasta la disolución de la liga ese último año. A pesar de esto, en 1937 habría de conformarse una Selección local para el Interligas, que obtendría el vicecampeonato tras caer ante la Liga Regional de Paraguarí.

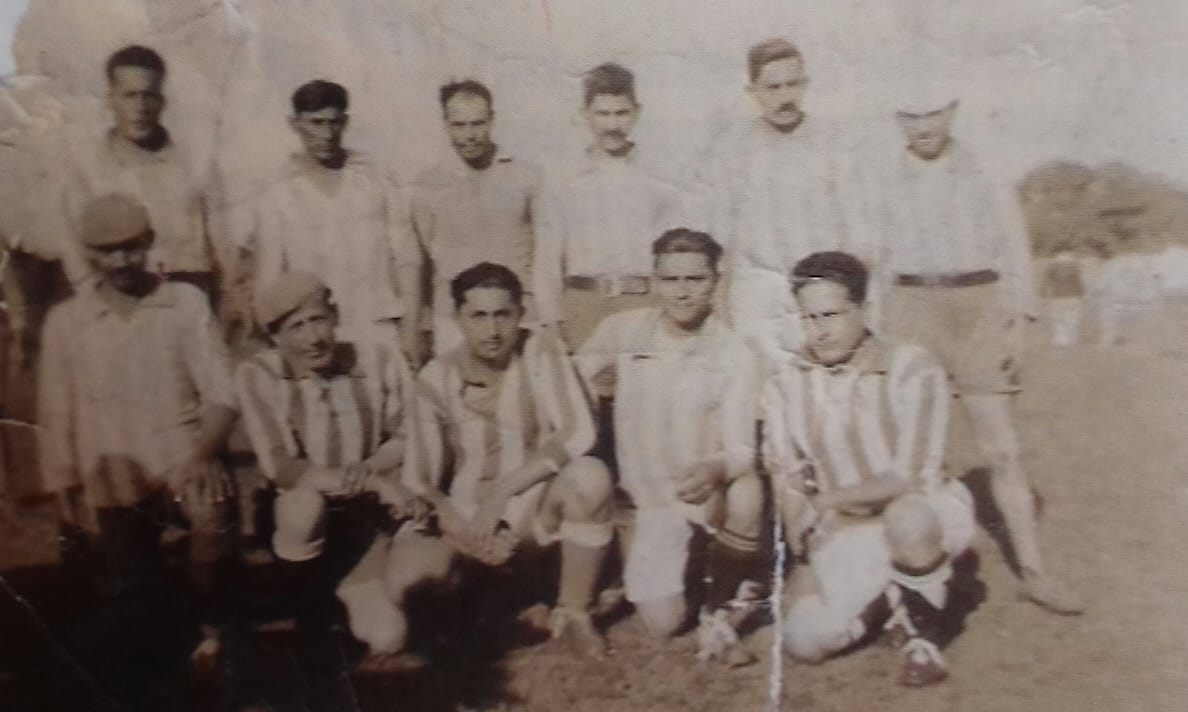
Plantel de la década de 1930.

Ante este panorama, el 12 de Octubre no tendría otra opción que emigrar a la Liga Cordillerana de Deportes.

### Amateurismo

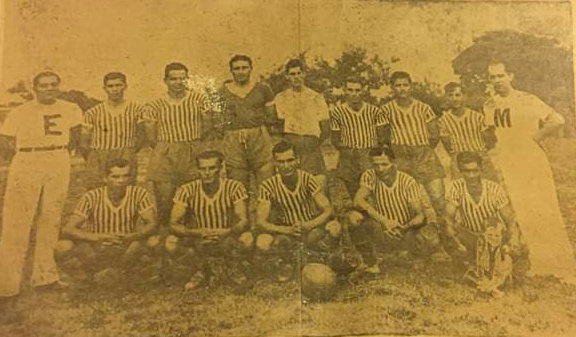
Equipo campeón de 1949.

Tras la obligada interrupción de las actividades deportivas durante la guerra del Chaco (1932-1935) y su periodo posterior, el club obtuvo la copa Fundación de Ypacaraí, de carácter amistoso. Habría que esperar hasta 1949, para que alcanzara su único título en aquella liga. Figuras de la consagración fueron, entre otros, Absalón Candia, Francisco Gaona, Adrián Carnibella y Victoriano Valdovinos.
Ya en la década de 1950, los esfuerzos del presidente Virgilio Rolón, darían lugar a la reorganización de la Liga Itaugueña, inactiva durante veintiocho años. Sin embargo al poco tiempo, tanto el 12 de Octubre como el Olimpia, los clubes más populares; terminarían siendo marginados de la misma, por razones no esclarecidas. Esto obligó a ambas instituciones a formar parte de la Liga Central de Deportes, que en aquellos años congregaba a equipos de Guarambaré e Itá.
Con un nivel de competición más exigente, el Doce conquistó dos campeonatos, los de 1965 y 1972; siendo este último muy recordado, ya que se definió en cancha del Sportivo San Lorenzo frente al Luis Alberto de Herrera de Guarambaré.
Para 1975, se concretó el retorno definitivo del elenco albiazul a su liga de origen, obteniendo la corona en 1977, tras medio siglo de su última conquista local.

#### El monopolio albiazul

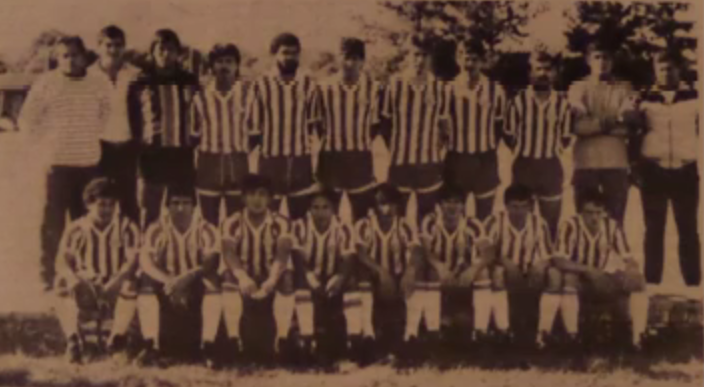
Formación de 1989, que obtuvo el pentacampeonato en la LIF: E. Florentín, Salinas, Gill Leguizamón, Villalba, Martínez, Penayo, Rivas, E. Penayo, Vázquez, Luis Salinas, Zarza, Arzamendia, Romero, D, Rivas. DT: Hermes Calonga.

A lo largo de la década de los 80, el 12 de Octubre amplio dominador el fútbol itaugueño, obteniendo siete títulos en diez años, como los de 1980 y 1983, los consecutivos de 1985, 86,87,88 y 1989, con lo que alcanzó un pentacampeonato récord.
Estas conquistas fueron obtenidas gracias a esquema de juego basado en un generoso despliegue físico, garra y mucha viveza criolla, siendo recordados los nombres de Escolástico Florentin, Gill Leguizamón, Benjamín Salinas y Osvaldo Leguizamón, como grandes protagonistas.

#### Década de 1990
Con la llegada de una nueva década, los albiazules cosecharon otros 3 campeonatos (1991,1993,1995). La segunda final del año 91, frente a su tradicional adversario Olimpia, estuvo envuelta en polémica, ya que en los minutos finales del partido de revancha, el juez principal fue agredido por un botellazo en la cabeza, lo cual obligó a culminación del encuentro. Por esto, al año siguiente representó a la ciudad en la edición 1992 del desaparecido Torneo República, alcanzando la segunda ronda.
Este periodo de tiempo fue relevante en todo orden para el club, apuntando a la profesionalización de los atletas, pues a pesar de los éxitos obtenidos, continuaban siendo amateurs; alternando sus jornadas laborales con los entrenamientos y cotejos oficiales. Durante la primera mitad del decenio, fue introducido el escudo de ñandutí sobre las camisetas (que sería transformado varias veces) y aparecieron los primeros patrocinios, tales como la discoteca Metrópolis Sander Record Show y la casa de deportes Penalty, encargada de proveer las indumentarias.

#### Campeonato Intermedia 1997
Tras la experiencia de tres años antes, con el torneo experimentel de 1994, la APF decidió dar el impulso definitivo a la integración de clubes del interior, con la puesta en marcha de la primera edición del Torneo de Intermedia. El Doce fue nuevamente invitado a participar, junto a elencos de “tierra adentro” provenientes de Itá, Caacupé, Villarrica; a los cuales se sumaban históricos capitalinos como Rubio Ñu, Presidente Hayes, River Plate, etc. Lo notable del caso es que al no obtener permiso de su liga de origen, debió competir en ambos campeonatos, aunque dándole obvia atención al primero.
Luego de un reñido desarrollo de campeonato y como queriendo reeditar la vieja rivalidad de los tiempos de la Liga Central de Deportes, el cuadro itaugueño se vería las caras con el Olimpia de Itá, en dos partidos finales.
De la mano del “Nino” Arrúa y con jugadores capitales como Luis Torres, Julián Coronel, Aniceto Rivas y Salvador Cabañas, doblegó a los iteños en su visita al Manuel Gamarra, por 3 a 2. Por último, el domingo 5 de octubre de 1997, volvería a imponerse de local por 3 a 1, para así cerrar una brillante campaña y rubricar el ascenso a Primera. Torres, Rivas y Cabañas fueron autores de las conquistas, a la par del arquero Hugo González, que contuvo un penal al delantero Jorge Gómez.
Luego de 87 años de existencia, se produjo un cambio muy importante en la institución albiazul. A fines de 1997, luego de la obtención del campeonato de Intermedia, la comisión directiva resolvió cambiar la denominación de “12 de Octubre FBC” a “Club 12 de Octubre de Itauguá”.
Este cambio de identidad puede ser considerado como la última acción emprendida dentro del amateurismo, ya que a partir de ese momento, se produjo el abandono definitivo de la Liga Itaugueña de Fútbol y la plena incorporación a la entidad matriz del balompié paraguayo (que en curiosa analogía, también había sustituido la palabra Liga por Asociación, por pedido de la FIFA).

### Profesionalismo

#### Temporada 1994
Por su condición de equipo campeón del certamen itaugueño, en el año 1994, fue invitado a participar en el único Campeonato Nacional Integrado, junto a 14 clubes de la capital y 6 del interior del país. En la primera rueda obtuvo 20 puntos (5 victorias, 10 empates y 4 derrotas), en tanto que para la segunda disminuyó su rendimiento (3 victorias, 8 empates y 8 derrotas). Con estos guarismos, acabó en 10.ª posición en la primera etapa (mejor ubicado entre los representantes de la UFI) y 14.º en la general.
Fue su primera experiencia como equipo de primera división, en la que cosechó puntos suficientes para conservar la categoría, aunque después la Liga anuló la participación de los clubes del interior, los cuales debieron regresar a sus torneos de origen. Quedará en la incógnita el cómo habrían los años posteriores para la institución, ya instalada en la principal categoría y con más fogueo ante los equipos tradicionales.

#### Temporada 1998
Tras su consagración en el ascenso, los itaugueños iniciaron su segundo ciclo en la categoría mayor, con un empate a 1 con Libertad, en el Emilio Gorostiaga (hoy Tigo La Huerta). En la siguiente fecha obtendrían la victoria por 2 a 1 frente a Atlético Colegiales, jugando de local. En contraste, la tercera fecha significaría la primera derrota, en la Olla frente a Cerro Porteño, por dos tantos contra cero. Resalta la victoria por la mínima diferencia ante Olimpia, en la novena fecha, oficiando de local en el Juan Canuto Pettengill.
Tras la culminación de la etapa regular, el Doce terminó en sexto lugar, lo que le permitió clasificar a segunda ronda, donde enfrentó a Cerro Corá, Cerro Poteño y Presidente Hayes. Con 4,5 puntos (1,5 otorgados por bonificación), pudo acceder a semifinales, enfrentándose a Olimpia y quedando fuera de carrera (resultado global de 4 a 1 a favor de los franjeados).

### La gloria

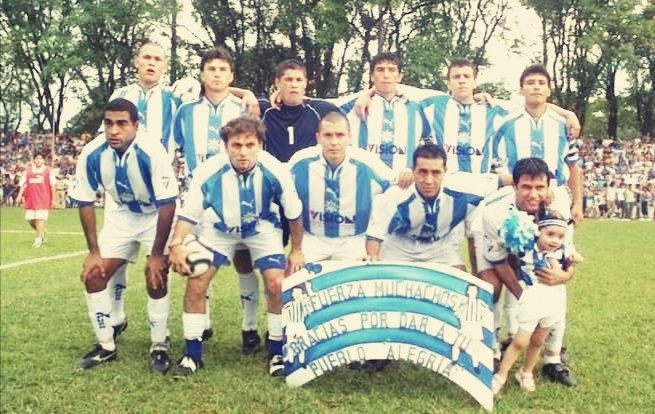
12 Octubre de Itauguá campeón Clausura 2002. De izq. a der: parados: Verón, Gorniak, Ortiz, Valdez, González y Gómez. De cuclillas: Costa, Ávalos, Monzón, Arviniagaldez, Bareiro. Dt: Daniel Raschle.

En el año 2002, el 12 de octubre de Itauguá tocó el cielo con las manos al conquistar el título de campeón del Torneo Clausura, significando un logro histórico para el fútbol del interior por ser el primer club proveniente directamente de la UFI en ganar un campeonato oficial de Primera División. Este éxito cobra aún más valor por el gran mérito que supone vencer a poderosos adversarios en la lucha por el campeonato tales como Olimpia, flamante campeón de la Copa Libertadores 2002, Libertad, el más laureado de la década en competencias locales, y Cerro Porteño, uno de los clubes más importantes del país. Dicho título además le otorgó el derecho a participar en la Copa Libertadores de América del año siguiente, en la cual no superó la primera ronda.

### La salvación

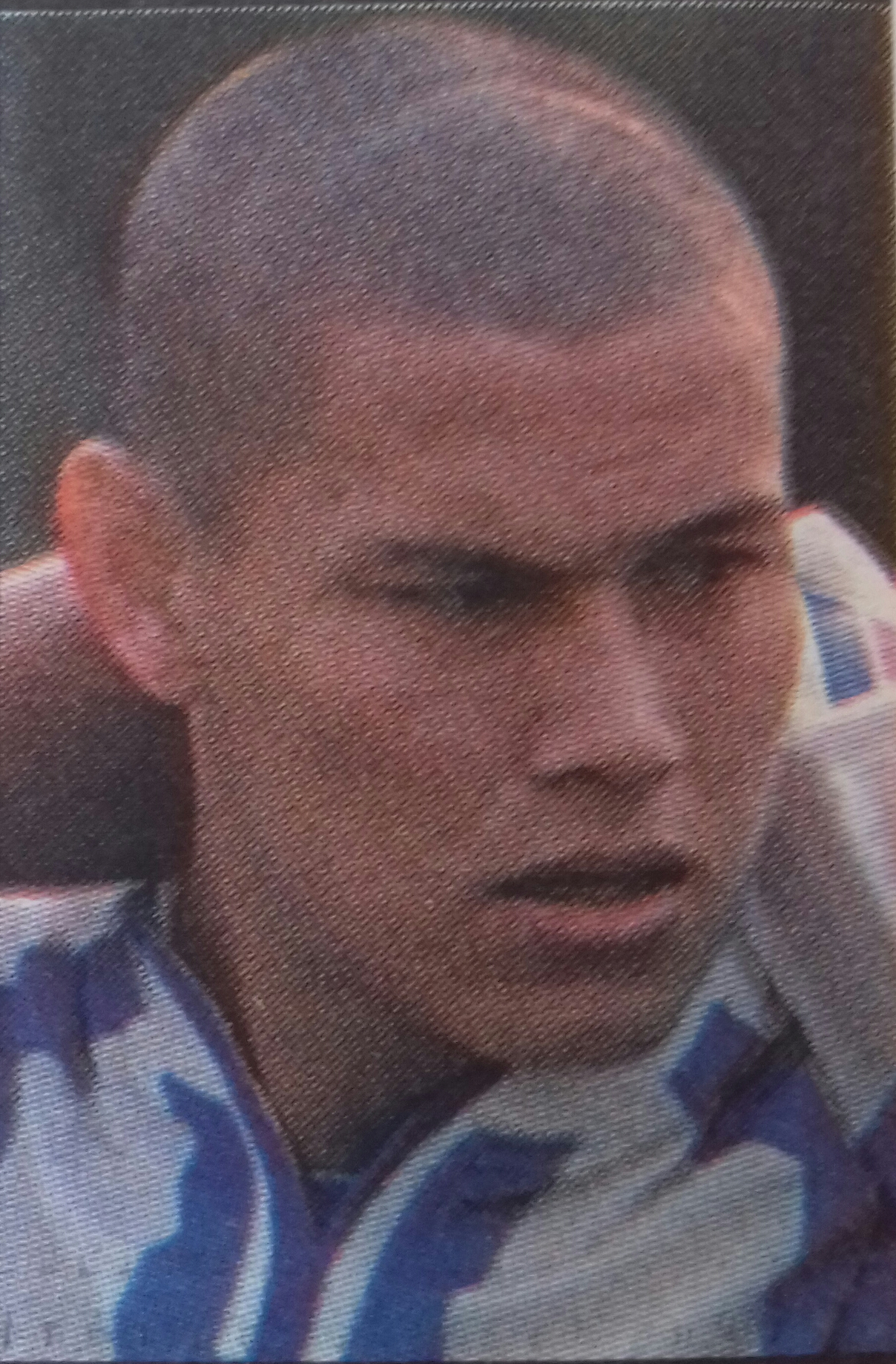
Darío Verón, autor del gol consagratorio.

El 12 de octubre llegaba a la última fecha del Clausura 2007, tras realizar una mala campaña, a un paso de descender. Le tocaba jugar como visitante ante su rival directo en la lucha por la permanencia, el Sportivo Trinidense. Solo una victoria podía salvar al conjunto itaugueño. Las cosas no podían ponerse peor para ellos, porque hasta los 85 minutos del partido, el equipo de Trinidad iba arriba en el marcador, 1 a 0. Pero en los pocos minutos que quedaban de juego y cuando ya parecía sentenciado el equipo de la Ciudad del Ñandutí, se dio vuelta el resultado con goles de Diego Miranda y Elvis Marecos, para así terminar ganando de forma agónica y sorprendente por 2 a 1, lo cual hundió al Trinidense que tenía todo a su favor para liquidar el partido perdiéndose varios goles de contragolpe al punto de quedar mano a mano frente al arquero. El "12" por el momento logró salvarse de bajar de categoría directamente pero aún debía jugar los partidos de promoción contra el Club General Díaz de la ciudad de Luque, vicecampeón de la Intermedia.
El partido de ida lo ganó el conjunto luqueño por 2 a 1, en cancha de Olimpia. El partido de vuelta, al cabo del primer tiempo, se encontraba 2 a 2 (4 a 3 en el global, a favor del Gral. Díaz), lo que nuevamente ponía entre la espada y la pared al cuadro itaugueño. Pero el 12 de octubre, sobre la base de un gran esfuerzo y empujado por su público que llenó su estadio, volvió a dar vuelta la historia al ganar el partido por 4 a 2 logrando así asegurar su permanencia en la Primera División por un año más.

### El descenso
En 2009, al finalizar con el segundo peor promedio de puntos obtenidos en las últimas tres temporadas, el cuadro itaugüeño debió disputar una vez más la serie de dos partidos por la promoción de categoría. En ella, enfrentó al Sport Colombia ante el que cayó en la definición por penales luego de empatar ambos encuentros. De esta forma el 12 de octubre retornó a la Segunda División tras competir durante 11 años en Primera (1998-2009).
En 2010, el equipo tuvo una irregular temporada en la Segunda División, llegando a estar tanto puntero en la tabla como en último lugar, y terminó a mitad de tabla. Para la temporada 2011, se contrató a Jacinto Elizeche como director técnico del equipo, aunque los malos resultados durante la temporada trajeron consigo su destitución y la del técnico que le procedió, Estanislao Struway. Ese año el equipo descendió a Tercera División, pero debido a su proximidad a la capital, en vez de que participe en el Campeonato Nacional B (organizado por la U.F.I.) se decidió pasarlo a la Primera División B.

### Rápido retorno a la Primera División

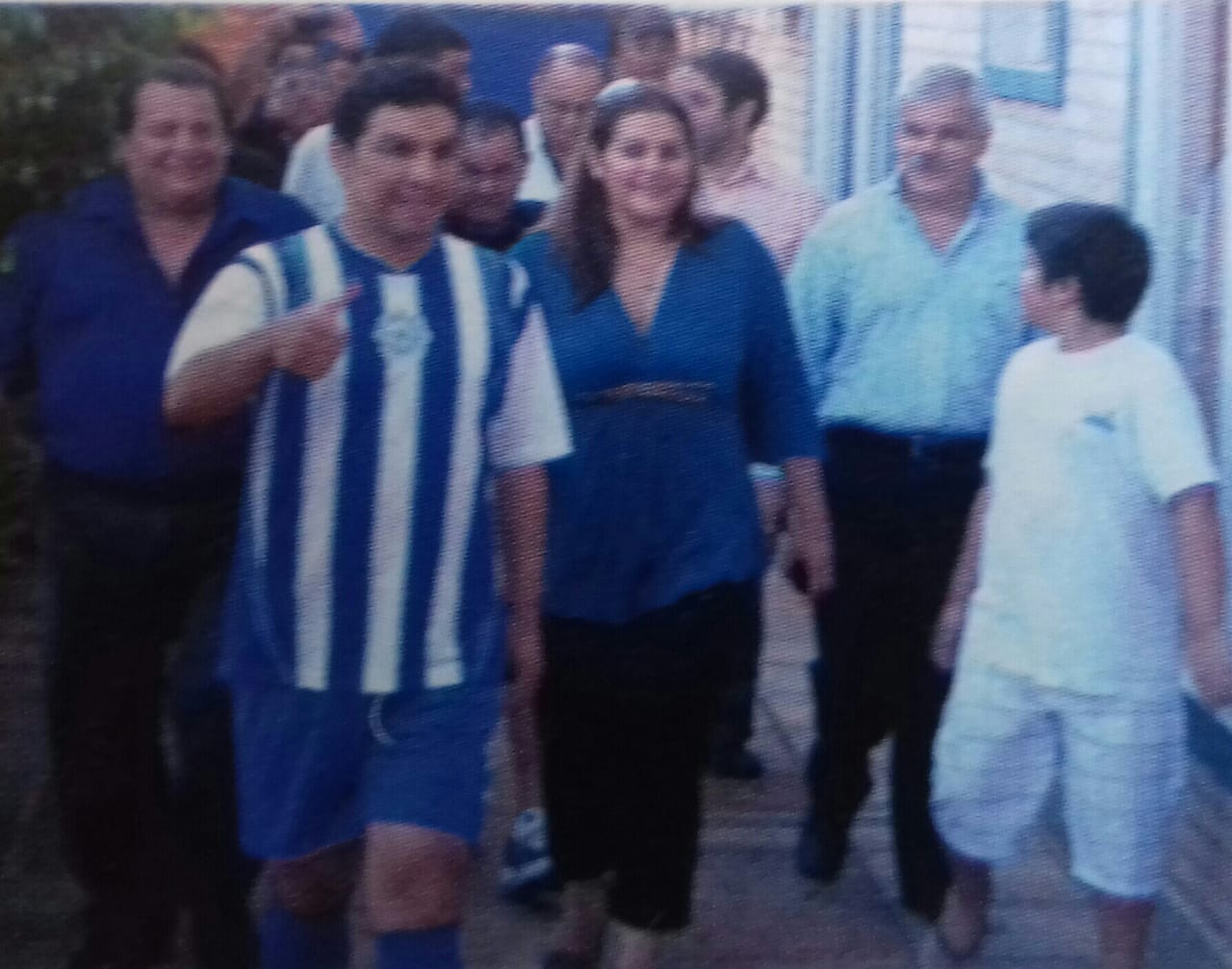
Salvador Cabañas retornó a la práctica del fútbol en la temporada 2012 de la B Metropitana.

El año 2012 en su primera participación en la Primera División B (Tercera División), logró el título de campeón con una marca de solo 3 partidos perdidos. Con esto también logró su retorno a la División Intermedia (Segunda División) para 2013.
La temporada 2013 fue buena para el club, pues acababa de volver a la División Intermedia tras un año de ausencia y consiguió el subcampeonato y el ascenso a la Primera División.

### Descensos consecutivos y recuperación
El retorno del club a la Primera División en la temporada 2014 fue efímera, pues tras jugar los torneos Apertura y Clausura no pudo permanecer en la máxima división ya que terminó en la última posición en la tabla de promedios y volvió a descender a la División Intermedia.
En la temporada 2015 al club le cuesta adaptarse a la División Intermedia y tras una muy mala campaña a falta de 6 fechas para concluir el campeonato volvió a descender, pues su bajo promedio lo condenó, así en la temporada siguiente volvió a la Primera División B (Tercera División).
En la temporada 2016 en su retorno a la Primera División B terminó en el 9.º puesto alejado de ambos extremos de la tabla.
En la temporada 2017 de la Primera División B, el club luchó gran parte del campeonato por los cupos de ascenso, pero finalmente ocupó el tercer puesto.
En la temporada 2018 de la Primera División B, el club cumplió una gran campaña liderando casi en forma exclusiva la tabla de posiciones, finalmente logró el título y el ascenso a la Segunda División en forma anticipada en la penúltima fecha. En la Copa Paraguay ganó el Grupo C de la fase clasificatoria de su categoría, pero luego en la primera fase cayó eliminado ante el club Ovetense de la Segunda División.
En la temporada 2019 de la División Intermedia realizó una excelente campaña inclusive ocupando la primera posición por varias fechas, al final terminó consagrándose vicecampeón que le dio el boleto de vuelta a  Primera División en la temporada 2020.

### Clasificación inédita a Copa Sudamericana
Luego de volver a la máxima categoría paraguaya, el 12 no hizo un Apertura brillante, quedando noveno en la tabla. No obstante, en el Torneo Clausura, que excepcionalmente se jugó a una sola rueda con play-offs, el club logró quedar en la punta al final de la primera fase, lo que le ayudó muchísimo en la tabla acumulada para quedar séptimo y así lograr un boleto a la Copa Sudamericana por primera vez en su historia. El club aún tenía chances de clasificarse a Copa Libertadores si ganase el Clausura, pero fue eliminado por Guaireña en los cuartos de final.
En su primera participación en la Sudamericana 2021, el formato de la competición cambió radicalmente, con una primera fase nacional y nueva fase de grupos. Por eso, a 12 de Octubre le tocó jugar con Nacional por un pase a la fase de grupos. Luego de dos empates sin goles, el equipo logró ganar 5-4 en penales y se clasificó a la próxima fase, donde jugará en el grupo A con Huachipato, Rosario Central y San Lorenzo.

### Nuevo descenso
El "12", no fue efectivo en las actividades futbolísticas, recibiendo grandes derrotas y humillaciones. En la "División de Honor", acabó en el fondo de la tabla, y, por medio del promedio, descendió al ubicarse en la última posición. En la Copa Paraguay fue sorprendido al ser derrotado 1-0 por el club Tembetary quién se encontraba en la "Primera B". En el ámbito internacional quedó eliminado de la Copa Sudamericana. 

### Segundo descenso consecutivo y crisis económica
El "globo" descendió nuevamente, esta vez, de la "División Intermedia". Acumuló solo 14 puntos (2 victorias y 8 empates) en 30 partidos y, por medio del promedio nuevamente, lo llevó al pozo de la "Primera B". Sin embargo, una deuda de 2.160.000.000 gs., producto del impago del salario de sus jugadores y de jugadores que pasaron por el club, lo llevó a la última categoría del fútbol paraguayo. La APF tomó esta decisión y a partir de la temporada 2024 jugará en la "Primera C". 

## Símbolos identitarios

### Escudo
Desde 1990, la institución ha admitido al ñandutí, un tipo de encaje artesanal característico de la ciudad, como base del escudo que se estampa sobre las indumentarias deportivas y los documentos oficiales emitidos por ella. El mismo, que en líneas generales ha conservado ciertos elementos artísticos, experimentó sucesivos cambios a lo largo del tiempo; hasta llegar a su configuración actual.
El diseño vigente data de 2020, y fue elaborado en coincidencia con el regreso del equipo de fútbol masculino a la Primera División paraguaya. Se trata de un pieza de encaje simplificada, que presenta ocho "dechados" (encajes semicirculares) genéricos ubicados en torno a un disco de color azul, en cuyo interior se encuentra a su vez un círculo radial, simplificado también; que representa al "ojo" o "sol" a partir del cual empieza a tejerse el ñandutí. En la parte superior de la orla se encuentra la inscripción Club 12 de Octubre, en tanto que la inferior se ubica el nombre de la ciudad a la cual representa: Itauguá, en ambos casos en color blanco.
Complementando al conjunto, unas ramas de laurel dorado (símbolo de la victoria) bordean ambos lados, en cuya parte inferior se encuentra el año fundacional del club, 1914.

### Himno
La "Canción del Club 12 de Octubre" fue grabada por primera vez por la Orquesta Típica Pampa, en 1954. La letra, consistente en cuatro estrofas y dieciséis versos, fue autoría de Modesto Galemio, mientras que los arreglos musicales fueron acreditados a Gregorio Anzoategui. Como en la mayoría de los clubes paraguayos, se trata de una polca en ritmo 6/8 de carácter jovial y bailable.
Desde el momento mismo de su lanzamiento ha gozado de gran aceptación en la comunidad itaugueña, amén que ha sido ejecutada tanto en su versión original, polca canción, así como polca electrónica, requinto, bandita, pop o rock, siendo la versiones más conocidas la del Equipo Electrónico 79 y la del grupo Sugente.

Letra:
Juventud deportista y viril,
oh mi 12 de Octubre serás,
quienes cantan su lides así,
a tu pueblo querido Itauguá.

La canción que nació para tí,
es blasón que obstenta su amor,
al deporte del fútbol que aquí,
hacen juntos flamear su pendón.

Coro
12 de Octubre, mi club querido,
adelante en la cancha tú estarás,
tu corrección, tu gallardía,
te da la gloria que en el deporte tú ganarás.
12 de Octubre, mi club querido,
tus once bríos allá ya están,
los que en las luchas para tu historia llena de gloria,
nuevos triunfos, te brindarán.

### La Bouquet
A partir de 2018, la casaca del club recibe el nombre de La Bouquet, en alusión al arreglo floral confeccionado por la profesora Espiridiona Cáceres Román, el cual diera origen a los colores del club. La iniciativa surgió de un aficionado llamado Arnaldo Salinas, en 2014, y encontró eco favorable en la afición y en el seno de la comisión directiva.

Con el reentré del equipo en la temporada 2020, y ya de manera oficial en 2022 el nombre de La Bouquet se encuentra estampada en la espalda de las camisetas oficiales, alternativas y en la de los arqueros. De esta manera, el 12 de Octubre se convierte en pionero en el ámbito del marketing deportivo nacional, al lanzar al mercado un producto con sello característico único y remembranza a los fundadores de la institución. Es la única camiseta paraguaya con nombre propio.

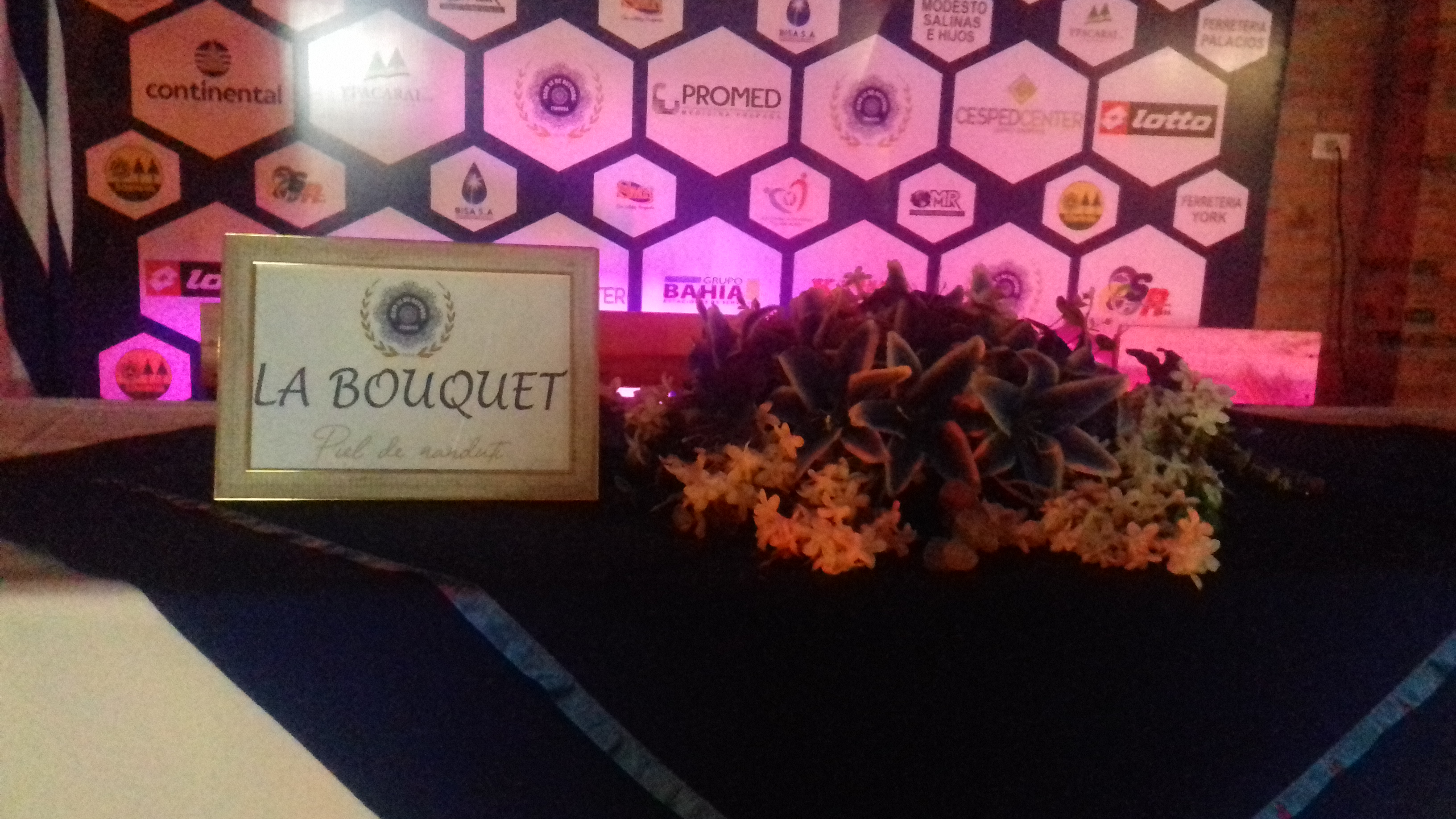
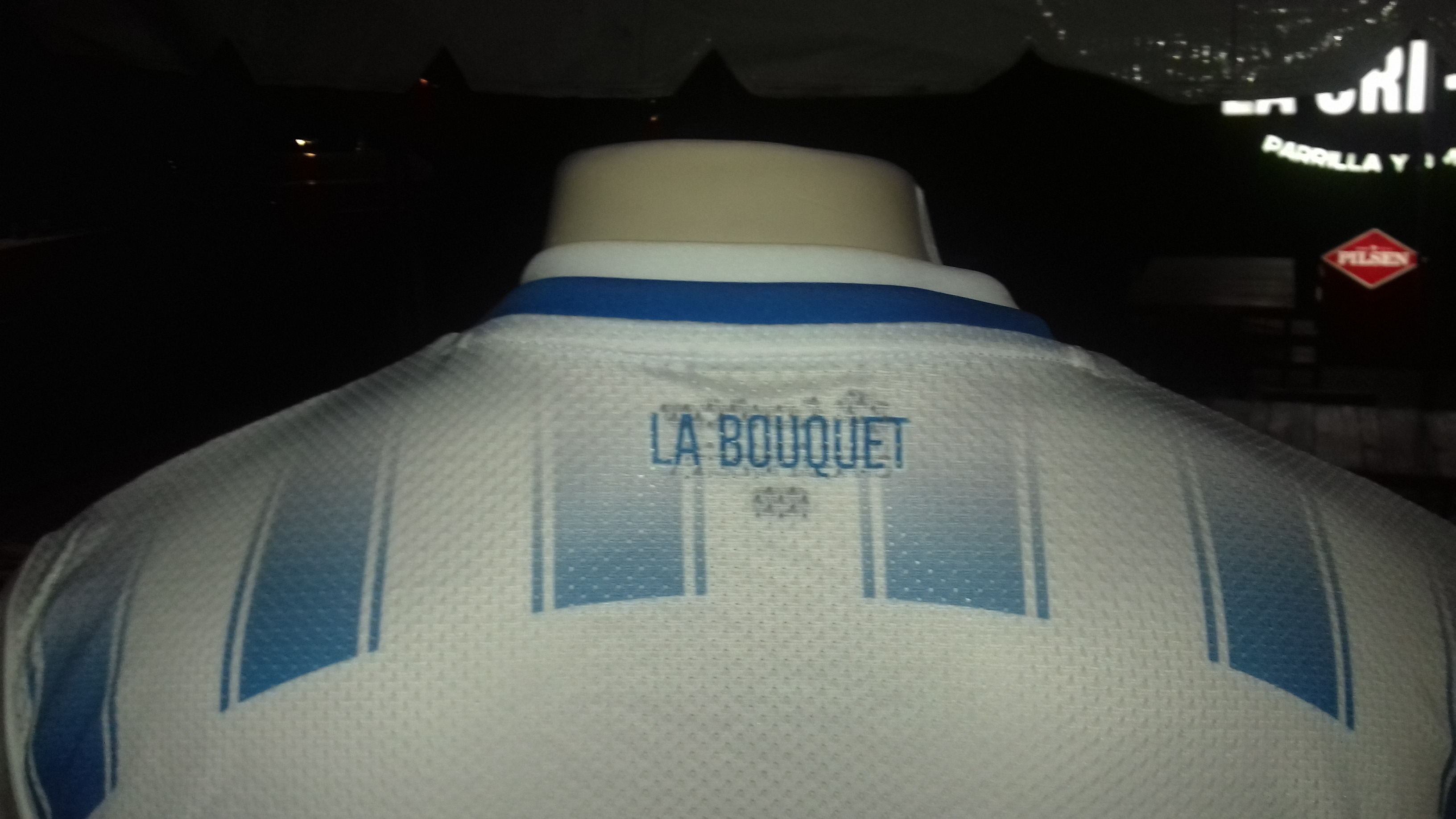

### Lema
Se ha sugerido que la frase ¡Adelante estarás!, extraída del décimo verso (tercera estrofa) del himno del club, sea considerada la divisa oficial; sin embargo, esta idea no goza de la aceptación unánime entre los asociados.

### Mascotas

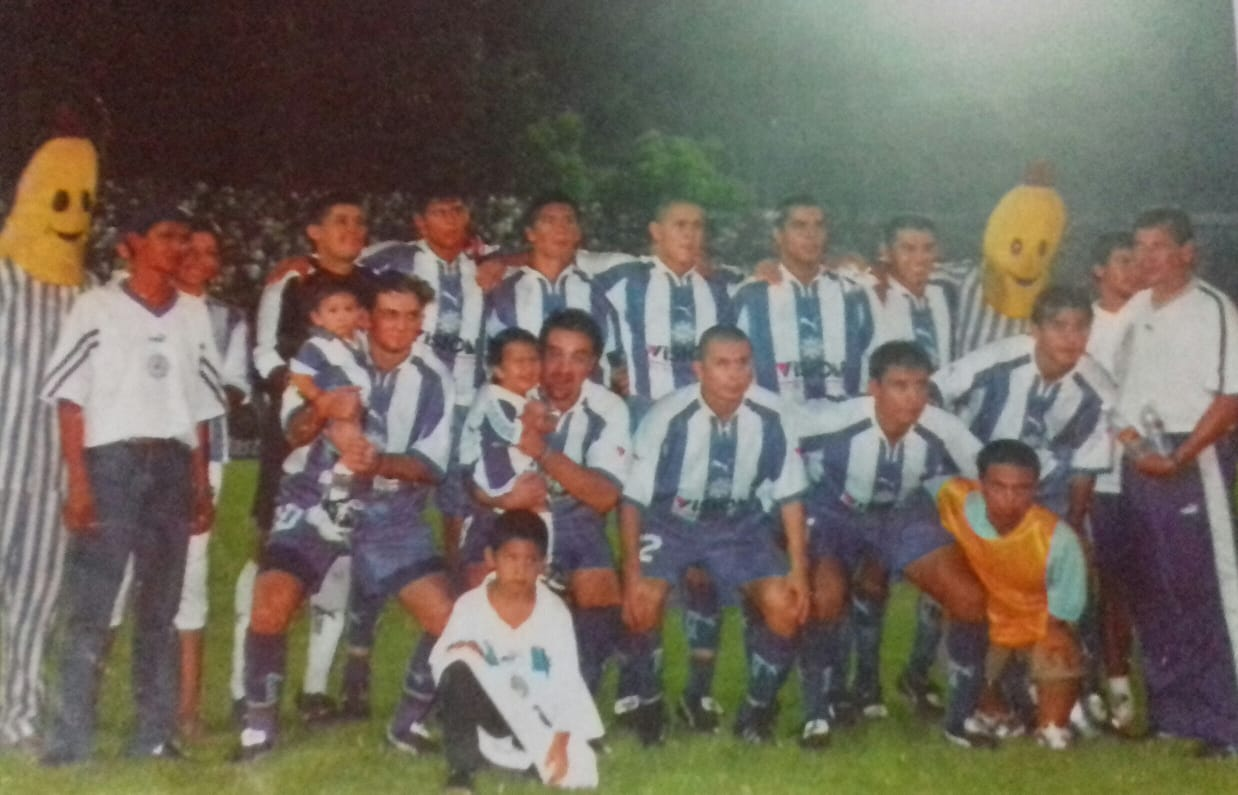
Las Bananas posan con el plantel en la previa del 12-Gremio por la Copa Libertadores de 2002.

Extraoficialmente, los hinchas albiazules adoptaron a "Bananín" y "Bananón" (B1 y B2 en la versión original en inglés), protagonistas de la serie infantil australiana Bananas en Pijamas, como referente animado del club. Este elección ocurrió de manera casi fortuita, ya que la serie era muy popular a fines de la década de los 90 en toda Latinoamérica, momento en el que el equipo recién había ascendido a la plana mayor del fútbol local. Fue así que, aprovechando los colores similares, la simpatía que generaban los personajes en el público y la relativa facilidad para fabricar los trajes de éstos; los aficionados comenzaron a disfrazarse de ese modo. Han estado presentes en partidos caseros, así como en los internacionales, siendo su más reciente aparición en el definitorio partido del ascenso contra R.I.3 Corrales, en noviembre de 2019.
Incluso la prensa deportiva se hizo eco de esas llamativas mascotas, que pasaron a representar al club en las ilustraciones de los diarios, aunque de manera modificada (camiseta, botines y pantaloncillos en vez de pijama). Como dato anecdótico, la primera mascota que representó al Doce fue el actor de talla baja Julio Amarilla, quien luego sería conocido por su alter ego "Mortero Bala".

## Apodos
En el ámbito deportivo, el club es mayoritariamente conocido como "El 12", si bien ha recibido otros motes a lo largo de su centenaria historia, tales como:

### Hijos de Colón
El más antiguo de todos.
Según los memoriosos, se debe a un connotado exfutbolista de las primeras épocas del club, don José María "Chocho" Tanasio (famoso por convertir goles con la mano), quien solía arengar al equipo con el grito de "¡adelante hijos de Colón!".

### Rayadito itaugueño
Empleado mayormente por socios de la franja etaria de los años ´70,´80 y ´90, tiempos en los que las camisetas solían confeccionarse con rayas más finas (un diseño que ha variado con el transcurrir del tiempo). A diferencia de los demás apodos, éste levanta cierta controversia, ya que dentro del folclore futbolero paraguayo, es universalmente atribuido al Sportivo San Lorenzo.
Si bien el cuadro "ñandutí" aventaja al "santo" en lo que respecta a fecha fundacional (1914 vs.1930), la mayor antigüedad en el seno de la APF (1994 vs.1949) y la mayor vigencia en primera (17 vs. 33 temporadas), decantan la cuestión a favor de los afincados en la "Ciudad Universitaria". Por ello se utiliza el complemento "itaugueño", a fin de diferenciar a ambos, no obstante que este mote es casi desconocido fuera de Itauguá.

### Globo Itaugueño

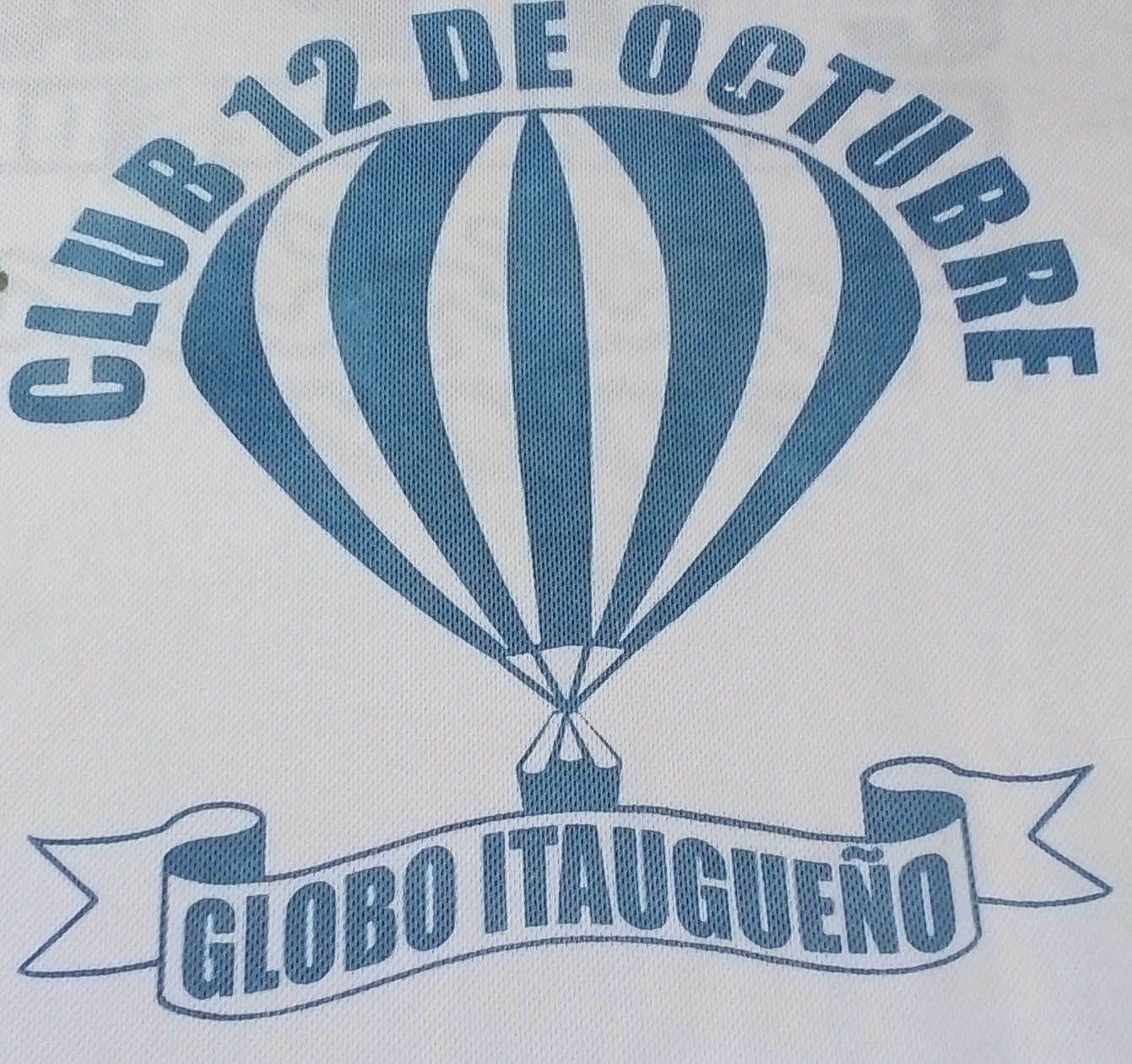

Popularizado a partir del año 2002, por el relator Luis Enrique Pérez, de la entonces radio Cardinal AM. Éste, al ver los logros que el bisoño equipo itaugueño iba obteniendo tanto en la Copa Libertadores como en el torneo Apertura de ese año, lo comparó con "globo que no paraba de subir". La analogía caló hondo en el sentir popular y pronto aparecieron camisetas, gorras y banderas con ese frase, e incluso, los hinchas lanzaban desde las gradas, globos de aire caliente hechos de papel crepé.
En la actualidad, persiste en la jerga utilizada por la afición, así como por la prensa deportiva.

### Tejedores
Hace obvia alusión a la artesanía representativa de Itauguá, conocida nacional e internacionalmente como "Ciudad del Ñandutí".

## Hinchada

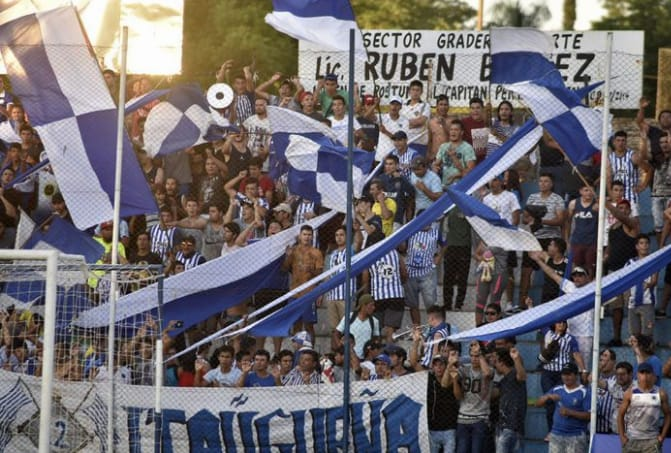
La Masa en el Luis Salinas (2019).

Con la denominación de La Masa Itaugueña, un grupo de jóvenes aficionados de las Villas Conavi 1 y 2 de Itauguá, conformaron en 2008; una fuerza viva destinada según sus palabras, a "seguir al 12 de Octubre para alentarlo en condición de local o visitante, llevando colorido y bullicio a las gradas".
Su primera presentación se efectuó en el estadio Luis Alfonso Giagni, el 15 de febrero de 2008, ocasión en que el "Globo" se enfrentó a Silvio Pettirossi (con resultado favorable al "Aviador" por dos tanto contra uno). Inactiva durante varios años, luego del descenso de categoría en 2009, fue reorganizada en 2019, durante el campeonato de la Intermedia.
El nombre de la agrupación fue establecido en recordación a un hincha fanático llamado Miguel Ángel Garayo (Chucky), quien falleciera en trágicas circunstancias cuando apenas contaba con 23 años de edad (diciembre de 2005). Miguel Ángel había confeccionado una bandera con la leyenda "La Masa Conavi II", la cual llevaba a todas las canchas donde iba, por ello su elección fue unánime entre los integrantes.
Desde sus orígenes hasta la actualidad, La Masa ha procurado alejarse del común denominador de las "barras bravas", siguiendo una filosofía de no violencia y no confrontación, eliminando alusiones a la droga y epítetos ofensivos a otros clubes en sus cánticos (que son compuestos a partir de temas nacionales, tratando de limitar la influencia rioplatense). A pesar todo, se han producido esporádicos encontronazos con otros grupos o barras, tales como Los Piratas del CAF3, La Raza de Guaraní y Comando de Cerro Porteño.
La Masa otorga gran importancia a sus símbolos, los cuales son: el bastidor de ñandutí con el número 12 en su interior y el lema "Fe, Corazón y Gloria".

## Indumentaria

### Proveedores y patrocinadores
| Temporada   | Proveedor       |
| ----------- | --------------- |
| 1994 -1997  | Penalty         |
| 1998 - 1999 | Diadora         |
| 2000 - 2004 | Puma            |
| 2005 - 2006 | Tronic          |
| 2007 - 2008 | Puma            |
| 2009        | Lotto           |
| 2010 - 2011 | Sin proveedor   |
| 2012        | Olympic Penalty |
| 2013        | Penalty Garcis  |
| 2014        | Lotto           |
| 2015 - 2017 | Garcis          |
| 2018 - 2019 | Kyrios          |
| 2020 - 2022 | Lotto           |
| 2023        | Qui Tri         |
| 2024        | Lotto           |

| Temporada | Patrocinador |
| --------- | --- |
| 1994-1996 | Metrópolis Sander Record Show                                                                                             |
| 1997      | Almacén de Suelas Franco                                                                                                  |
| 1998-1999 | Visión de Finanzas SAECA                                                                                                  |
| 2000-2004 | Visión de Finanzas SAECA Planeta Fútbol                                                                                   |
| 2005-2006 | Embutidos Chorti Lácteos Tébol Yerba Mate Kurupí                                                                          |
| 2007-2008 | Lácteos Trébol Personal JVC Transportes                                                                                   |
| 2009      | Banco Continental Personal JVC Transportes                                                                                |
| 2010-2011 | JVC Transportes Construcil SA                                                                                             |
| 2012      | Personal Banco Continental JVC Transportes Construcil SA Radio María FM Farmacias Energy                                  |
| 2013      | Banco Continental Manufactura de Itauguá SA JVC Transportes Construcil                                                    |
| 2014      | Banco Continental Kia Motors Vemay Flores Construcil SA Farmacias Kaneko Ética                                            |
| 2015      | Banco Continental Vemay Flores Ética                                                                                      |
| 2016-2017 | Banco Continental Vemay Flores Estación de Servicios Alpina Ética                                                         |
| 2018      | Visión Banco Tigo Banco Continental Vemay Flores Agua Mineral Torrente                                                    |
| 2019      | Visión Banco Tigo Banco Continental Cooperativa Ypacaraí Agua Mineral Torrente Seneté SR Cell                             |
| 2020      | Grupo Bahía Banco Continental Césped Center Farmacia Kaneko Agua Mineral Torrente Promed SR Cell                          |
| 2021      | Grupo Bahía Banco Continental Cooperativa Ypacaraí Farmacia Kaneko Agua Mineral Torrente Promed SR Cell Laevia Cosméticos |
| 2022      | Grupo Bahía Banco Continental Cooperativa Ypacaraí Agua Mineral Torrente Promed SR Cell                                   |
| 2023      | Banco Continental Fleming Medicina Agua Mineral Torrente                                                                  |
| 2024      | Tigo Wepa Frigorífico Guaraní Banco Continental Fleming Medicina ueno SR Cell Comercial El Cacique Farmatotal MUV         |

## Estadio
En 1947 el club adquirió un terreno en la compañía Ybyraty para instalar su campo de juego, debido a que la primigenia cancha del B.º San Isidro resultaba pequeña.
No fue sino hasta 18 años más tarde (1965) en que se pudieron disputar allí los primeros encuentros deportivos. Desde esa fecha, el recinto albiazul ha sufrido importantes transformaciones, tales como la ampliación de las tribunas y la instalación del sistema de lumínica nocturna.
El estadio recibió la denominación de “Juan Canuto Pettengill” en 1972, en homenaje a uno de los tesoneros dirigentes que trabajaron en su construcción
Con un aforo para cerca de 10 000 espectadores, es el mayor estadio de Itauguá y uno de los importantes escenarios dentro del fútbol paraguayo, siendo ocasionalmente utilizado por otros clubes para oficiar de local (Nacional, Sportivo Carapeguá, General Díaz, Deportivo Santaní).
Luego de cuarenta y cuatro años con esa denominación, la comisión directiva, reunida en sesión el miércoles 23 de marzo de 2016, por unanimidad; decidió renombrar el campo de juego del club, que ahora pasará a denominarse Estadio Luis Alberto Salinas Tanasio. Dicho cambio es un homenaje póstumo al exjugador, exdirigente y exintendete de la ciudad de Itauguá.

## Jugadores

### Plantilla actual
- Actualizado el 14 de marzo de 2020

### Jugadores destacados
- Salvador Cabañas (1998-2001, 2012)
- Darío Verón (1999-2002)
- Fredy Bareiro (2001-2003)
- Walter Avalos (2001-2004)
- Miguel Ángel Cuéllar (2005)
- Danilo Aceval (2006)
- Lorenzo Melgarejo (2009)
- Roberto Acuña (2013-2014)
- Juan Gabriel Abente (2019)

### Jugadores internacionales no sudamericanos
- Tobie Mimboe (1995)
- Kenneth Nkweta Nju (2002-2003)
- Hee-Mang Jang (2020)

## Datos del club
Actualizado hasta la Temporada 2022.
- Temporadas en 1.ª: 17[52]
- Temporadas en 2.ª: 6
- Temporadas en 3.ª: 4
- Mejor puesto en 1.ª:  2.º (2002)
- Peor puesto en 1.ª: 12.º, último (Clausura 2009)
- Campeonatos: 0
- Subcampeonatos: 1
- Dirección: Ruta Mariscal Estigarribia, km. 30, Itauguá, Departamento Central.
- Teléfono: +595 (294) 219 50

### Participaciones internacionales oficiales (3)
| Torneo                | Ediciones  |
| --------------------- | ---------- |
| Copa Libertadores (2) | 2002, 2003 |
| Copa Sudamericana (1) | 2021       |

### Participaciones internacionales en amistosos
- Amistoso: II Copa Filigrana (1): 2002.

## Palmarés

### Torneos nacionales
| Torneos nacionales oficiales | Torneos nacionales oficiales | Torneos nacionales oficiales |
| Competición                  | Títulos                      | Subcampeonatos               |
| ---------------------------- | ---------------------------- | ---------------------------- |
| Primera División (0/1)       |                              | 2002                         |
| Segunda División             | 1997                         | 2013, 2019                   |
| Tercera División             | 2012, 2018                   |                              |
| Liguilla Pre-Libertadores    | 2001                         |                              |

| Torneos nacionales amistosos | Torneos nacionales amistosos | Torneos nacionales amistosos |
| Competición                  | Títulos                      | Subcampeonatos               |
| ---------------------------- | ---------------------------- | ---------------------------- |
| Copa Fundación de Ypacaraí   | 1937                         |                              |
| Copa Artesanía Luqueña       | 2014                         |                              |

| Torneos regionales                         | Torneos regionales                                                                 | Torneos regionales |
| Competición                                | Títulos                                                                            | Subcampeonatos     |
| ------------------------------------------ | ---------------------------------------------------------------------------------- | ------------------ |
| Torneo de la Liga Itaugüeña de Fútbol (14) | 1924, 1926, 1927, 1977, 1980, 1983, 1985, 1986, 1987, 1988, 1989, 1991, 1993, 1995 |                    |
| Torneo de la Liga Cordillerana de Fútbol   | 1949                                                                               |                    |
| Torneo de la Liga Central de Deportes      | 1965, 1972                                                                         |                    |